# Список дипломатичних місій Словаччини

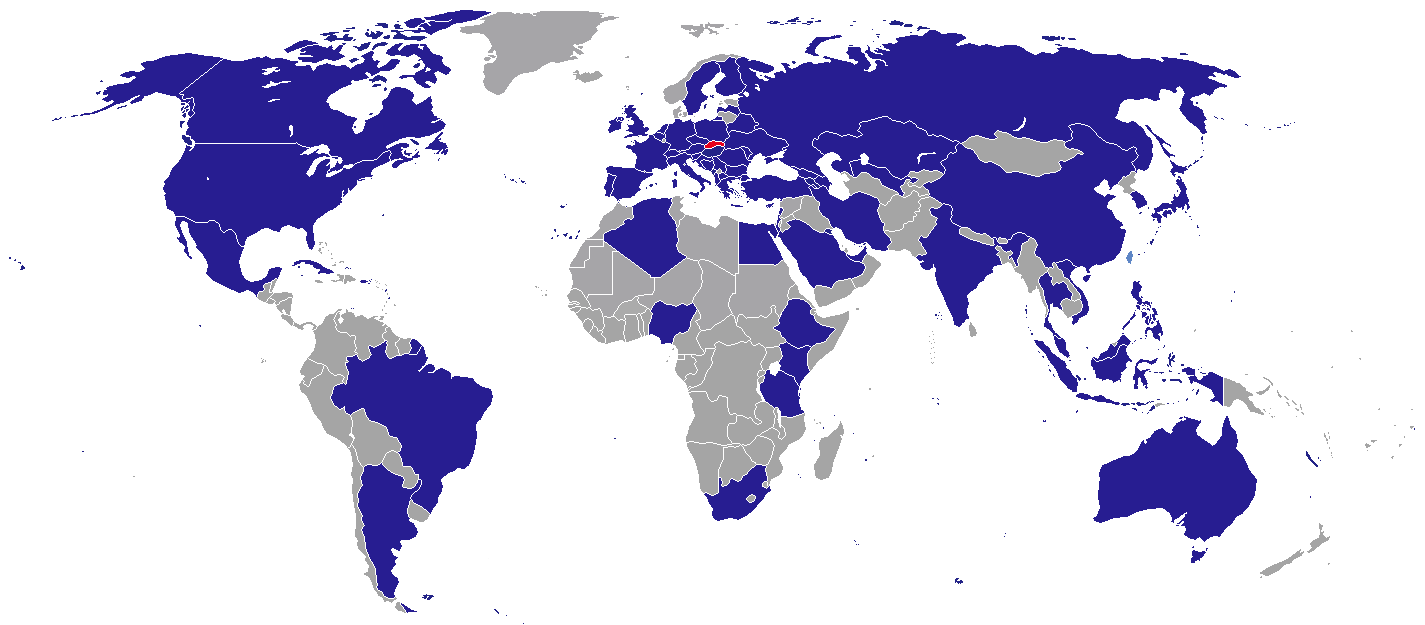
Мапа дипломатичних місій Словаччини

Список дипломатичних місій Словаччини — перелік дипломатичних місій (посольств) і генеральних консульств Словаччини в країнах світу.

## Африка
- Єгипет
  - Каїр (посольство)
- Ефіопія
  - Аддис-Абеба (посольство)
- Кенія
  - Найробі (посольство)
- Нігерія
  - Абуджа (посольство)
- ПАР
  - Преторія (посольство)

## Америка
- Аргентина
  - Буенос-Айрес (посольство)
- Бразилія
  - Brasília (посольство)
- Канада
  - Оттава (посольство)
- Куба
  - Гавана (посольство)
- Мексика
  - Мехіко (посольство)
- США
  - Вашингтон (посольство)
  - Нью-Йорк (генеральне консульство)

## Азія
- КНР
  - Пекін (посольство)
  - Шанхай (генеральне консульство)
- Грузія
  - Тбілісі (посольство)
- Індія
  - Нью-Делі (посольство)
- Індонезія
  - Джакарта (посольство)
- Іран
  - Тегеран (посольство)
- Ірак
  - Багдад (посольство)
- Ізраїль
  - Тель-Авів (посольство)
- Японія
  - Токіо (посольство)
- Казахстан
  - Астана (посольство)
- Південна Корея
  - Сеул (посольство)
- Кувейт
  - Кувейт (посольство)
- Ліван
  - Бейрут (посольство)
- Тайвань
  - Тайбей
- Таїланд
  - Бангкок (посольство)
- Туреччина
  - Анкара (посольство)
  - Стамбул (генеральне консульство)
- ОАЕ
  - Абу-Дабі (посольство)
- Узбекистан
  - Ташкент (посольство)
- В'єтнам
  - Ханой (посольство)

## Європа
- Албанія
  - Тирана (посольство)
- Австрія
  - Відень (посольство)
- Білорусь
  - Мінськ (посольство)
- Бельгія
  - Брюссель (посольство)
- Багамські Острови
  - Сараєво (посольство)
- Болгарія
  - Софія (посольство)
- Хорватія
  - Загреб (посольство)
- Кіпр
  - Нікосія (посольство)
- Чехія
  - Прага (посольство)
- Данія
  - Копенгаген (посольство)
- Фінляндія
  - Гельсінкі (посольство)
- Франція
  - Париж (посольство)
- Німеччина
  - Берлін (посольство)
  - Мюнхен (генеральне консульство)
- Греція
  - Афіни (посольство)
- Ватикан
  - Ватикан (посольство)
- Угорщина
  - Будапешт (посольство)

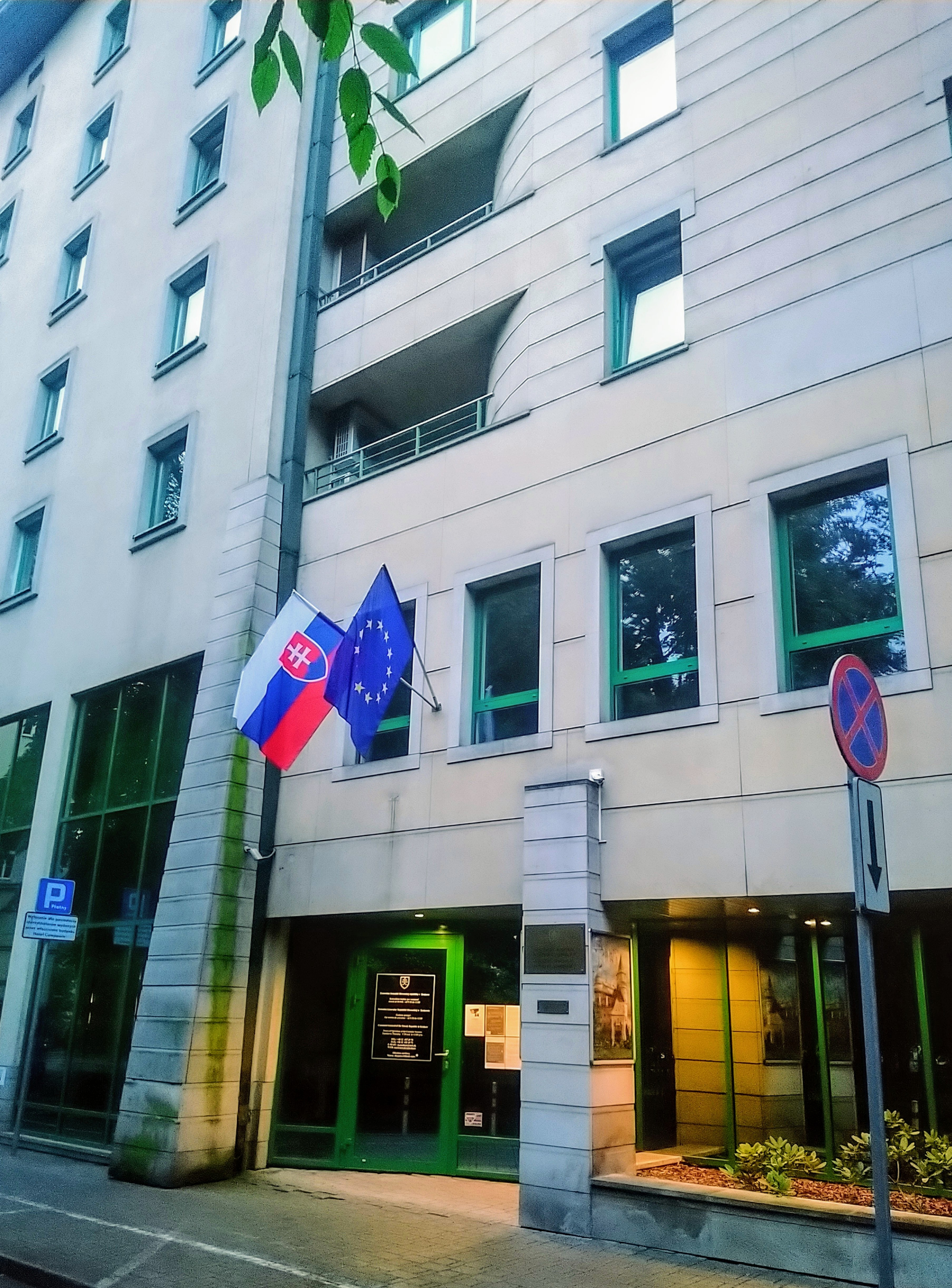
Генеральне консульство Словаччини в Кракові

  - Бекешчаба (генеральне консульство)
- Ірландія
  - Дублін (посольство)
- Італія
  - Рим (посольство)
- Латвія
  - Рига (посольство)
- Північна Македонія
  - Скоп'є (посольство)
- Молдова
  - Кишинів (посольство)
- Чорногорія
  - Подгориця (посольство)
- Нідерланди
  - Гаага (посольство)
- Норвегія
  - Осло (посольство)
- Польща
  - Варшава (посольство)
  - Краків (генеральне консульство)
- Португалія
  - Лісабон (посольство)
- Румунія
  - Бухарест (посольство)
- Росія
  - Москва (посольство)
  - Санкт-Петербург (генеральне консульство)
- Сербія
  - Белград (посольство)
- Словенія
  - Любляна (посольство)
- Іспанія
  - Мадрид (посольство)
- Швеція
  - Стокгольм (посольство)
- Швейцарія
  - Берн (посольство)
- Україна
  - Київ (посольство)
  - Ужгород (генеральне консульство)
- Велика Британія
  - Лондон (посольство)

## Океанія
- Австралія
  - Канберра (посольство)

## Багатосторонні організації
- Брюссель (постійні представництва в ЄС і НАТО)
- Женева (Постійне представництво ООН та інших міжнародних організацій)
- Нью-Йорк (Постійне представництво в ООН)
- Париж (постійні представництва ЮНЕСКО)
- Рим (Постійне представництво Продовольча і сільськогосподарська організація)
- Страсбург (Постійне представництво — Рада Європи)
- Відень (Постійне представництво ОБСЄ і ООН)